# Deutsch-italienische Fußballrivalität
Die deutsch-italienische Fußballrivalität entwickelte sich vor allem durch die Tatsache, dass beide Nationen die führenden Fußballnationalmannschaften Europas stellen. Mit jeweils vier WM-Titeln haben sie nur je einen Erfolg weniger zu verzeichnen als Rekordweltmeister Brasilien, der fünfmal erfolgreich war. Alle anderen europäischen Weltmeister gewannen den WM-Titel jeweils nur ein- (England 1966 und Spanien 2010) oder zweimal (Frankreich 1998 und 2018). Daher bezeichnete Italiens langjähriger Nationaltorwart Gianluigi Buffon die Begegnung zwischen Deutschland und Italien als das „Derby von Europa“.
Italien war erstmals bei der im eigenen Land ausgetragenen Fußball-Weltmeisterschaft 1934 erfolgreich und verteidigte den Titel 1938 erfolgreich. Die weiteren Erfolge stellten sich 1982 und 2006 ein.
Deutschland erzielte seinen ersten Titel durch das Wunder von Bern bei der Fußball-Weltmeisterschaft 1954. Der zweite Erfolg, durch den die deutsche Mannschaft damals erstmals nach Titeln mit den Italienern gleichzog, gelang bei der im eigenen Land ausgetragenen Fußball-Weltmeisterschaft 1974. Auch bei den weiteren Erfolgen (1990 und 2014) zogen die Deutschen hinsichtlich der Anzahl der gewonnenen WM-Titel wieder mit den zuvor erfolgreichen Italienern gleich. Von 1990 bis 1994 waren beide Nationen gemeinsam mit Brasilien auch Rekordweltmeister; eine Ehre, die die Italiener bereits von 1934 bis 1970 innehatten.
Interessant ist hierbei der Aspekt, dass Italien (1934) und Deutschland (1974) jeweils bei der im eigenen Land ausgetragenen WM den Heimvorteil nutzten und den Titel gewannen und bei der zweiten WM-Austragung im eigenen Land jeweils der Rivale Weltmeister wurde. 1990 war Deutschland in Italien erfolgreich (nachdem zuvor Italien im Halbfinale gegen Argentinien verloren hatte) und 2006 holte Italien sich den Titel in Deutschland, wobei die Azzurri sich im Halbfinale gegen den Gastgeber durchsetzten.

## Länderspielgeschichte
Deutschland und Italien trafen erstmals am 1. Januar 1923 in Mailand aufeinander. Für Italien war es das 36. Länderspiel und für Deutschland das 40. Länderspiel. Bis zur 72. Minute blieb das Spiel torlos, dann brachte Leonhard Seiderer die deutsche Mannschaft mit 1:0 in Führung, die Luigi Cevenini sieben Minuten später ausglich. Aristodemo Santamaria sowie Enrico Migliavacca erzielten in der 85. bzw. 88. Minute die Siegtreffer für Italien. Bis 1962 gab es zehn weitere Freundschaftsspiele. Am 31. Mai 1962 trafen die beiden A-Nationalmannschaften in der Vorrundengruppe B der Fußball-Weltmeisterschaft 1962 erstmals in einem Pflichtspiel aufeinander. Es war das erste WM-Spiel, bei dem zwei Ex-Weltmeister aufeinander trafen. Das Spiel endete torlos, am Ende zog Deutschland als Gruppensieger in die Finalrunde ein, während Italien als Gruppendritter nach einer Niederlage gegen Gastgeber Chile und einem Sieg gegen die Schweiz vorzeitig ausschied.

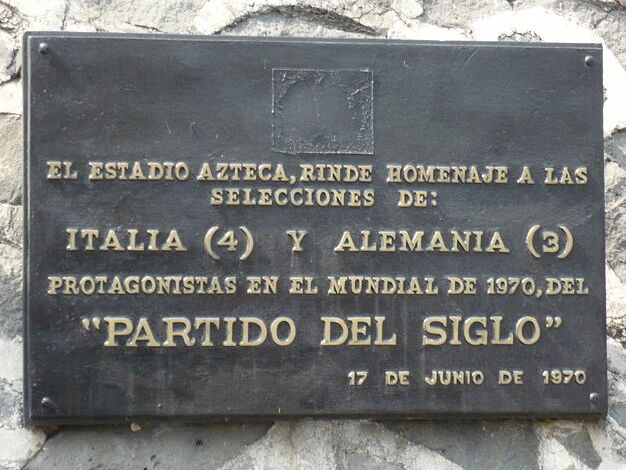
Erinnerungsplakette an das Jahrhundertspiel am 17. Juni 1970

Ihr nächstes Aufeinandertreffen in einem Pflichtspiel fand am 17. Juni 1970 im Halbfinale der Fußball-Weltmeisterschaft 1970 statt und führte zum ersten Höhepunkt in der Geschichte der Rivalität. Von den vorherigen 13 Begegnungen gewann Deutschland nur zwei Spiele. Achtmal waren die Italiener erfolgreich und drei Spiele endeten unentschieden. Auch in der Begegnung im Aztekenstadion von Mexiko-Stadt sah es lange nach einem eher unspektakulären 1:0-Erfolg der Azzurri aus, die seit der achten Minute durch ein frühes Tor von Roberto Boninsegna in Führung lagen. Kurz vor dem eigentlichen Schlusspfiff glich der in Italien spielende Karl-Heinz Schnellinger mit seinem einzigen Länderspieltor jedoch aus, was den deutschen Fernsehkommentator Ernst Huberty zu seinem Kultausspruch („… ausgerechnet Schnellinger!“) verleitete. In der anschließenden Verlängerung überschlugen sich die Ereignisse, wodurch die Partie in beiden Ländern sowie in Mexiko als Jahrhundertspiel in die Geschichte einging. Es endete mit einem 4:3-Erfolg der Italiener, die – durch die lange und dramatisch verlaufene Spielzeit entsprechend geschwächt – im Finale mit 1:4 deutlich gegen Brasilien unterlagen.
Nach einem weiteren 0:0 in einem Zwischenrundenspiel bei der Fußball-Weltmeisterschaft 1978, bei der die Azzurri den vierten Platz belegten und die deutsche Mannschaft aufgrund der Schmach von Córdoba in der Zwischenrunde ausschied, trafen beide Mannschaften im Finale der Fußball-Weltmeisterschaft 1982 aufeinander, wo sich die Italiener klar mit 3:1 durchsetzten.
1988 trafen beide Mannschaften erstmals in einem Vorrundenspiel einer Fußball-Europameisterschaft aufeinander. Das Eröffnungsspiel der Gruppe 1 endete 1:1 und am Ende qualifizierten sich beide Teams punktgleich für die Finalrunde. Dort unterlag Deutschland der Niederlande und Italien der Sowjetunion.
Acht Jahre später trafen beide Mannschaften erneut in der Vorrunde einer Europameisterschaft aufeinander. Zwar gewann die deutsche Mannschaft auch dieses Pflichtspiel nicht, entschied es dennoch insofern zu ihren Gunsten, als ihr das 0:0 zum Gruppensieg (auf dem Weg zum späteren Turniersieg) verhalf und Italien das vorzeitige Ausscheiden bescherte. Dabei hatte Andreas Köpke in der 9. Minute einen von Gianfranco Zola getretenen Foulelfmeter gehalten und die deutsche Mannschaft nach der Gelb-Roten Karte für Thomas Strunz 30 Minuten in Unterzahl gespielt.
Zehn Jahre später gelang den Azzurri die Revanche. Im Halbfinale der Fußball-Weltmeisterschaft 2006 stand es am 4. Juli 2006 im Westfalenstadion nach 118 Minuten in einem ausgeglichenen Spiel mit vielen Chancen noch immer torlos, als zwei späte Tore von Fabio Grosso und Alessandro Del Piero den Italienern einen 2:0-Sieg und den damit verbundenen Finaleinzug bescherten, wo sie sich gegen Frankreich im Elfmeterschießen durchsetzten.
Auch im Halbfinale der Fußball-Europameisterschaft 2012 unterlag Deutschland den Italienern. Nach zwei schnellen Treffern von Mario Balotelli in der ersten Halbzeit gelang der deutschen Mannschaft in der zweiten Minute der Nachspielzeit lediglich der Anschlusstreffer durch einen Handelfmeter von Mesut Özil. Bis dahin gewann das deutsche Team keines seiner acht Pflichtspiele gegen die Italiener, die somit als Deutschlands Angstgegner Nummer eins gelten.
Im Viertelfinale der Fußball-Europameisterschaft 2016 setzte sich Deutschland erstmals in einem K.-o.-Spiel gegen Italien durch. Nachdem es nach 90 Minuten 1:1 gestanden hatte und die Verlängerung torlos geblieben war, war Deutschland mit 6:5 im Elfmeterschießen erfolgreich, welches über neun Runden ging und durch sieben missglückte Versuche gekennzeichnet war, und zog ins Halbfinale ein.
In der UEFA Nations League trafen Deutschland und Italien, das 2021 Europameister wurde, allerdings die Weltmeisterschaften 2018 und 2022 verpasste, in einer Gruppe in der Liga A aufeinander. Das Auftaktspiel in Bologna endete 1:1, das Rückspiel in Mönchengladbach gewann die DFB-Elf nach Toren von Joshua Kimmich, Ilkay Gündoğan, Thomas Müller sowie zwei Treffern von Timo Werner mit 5:2 (für Italien trafen Wilfried Gnonto und Alessandro Bastoni), womit Deutschland erstmals einen Pflichtspielsieg gegen Italien in 90 Minuten erreichte.

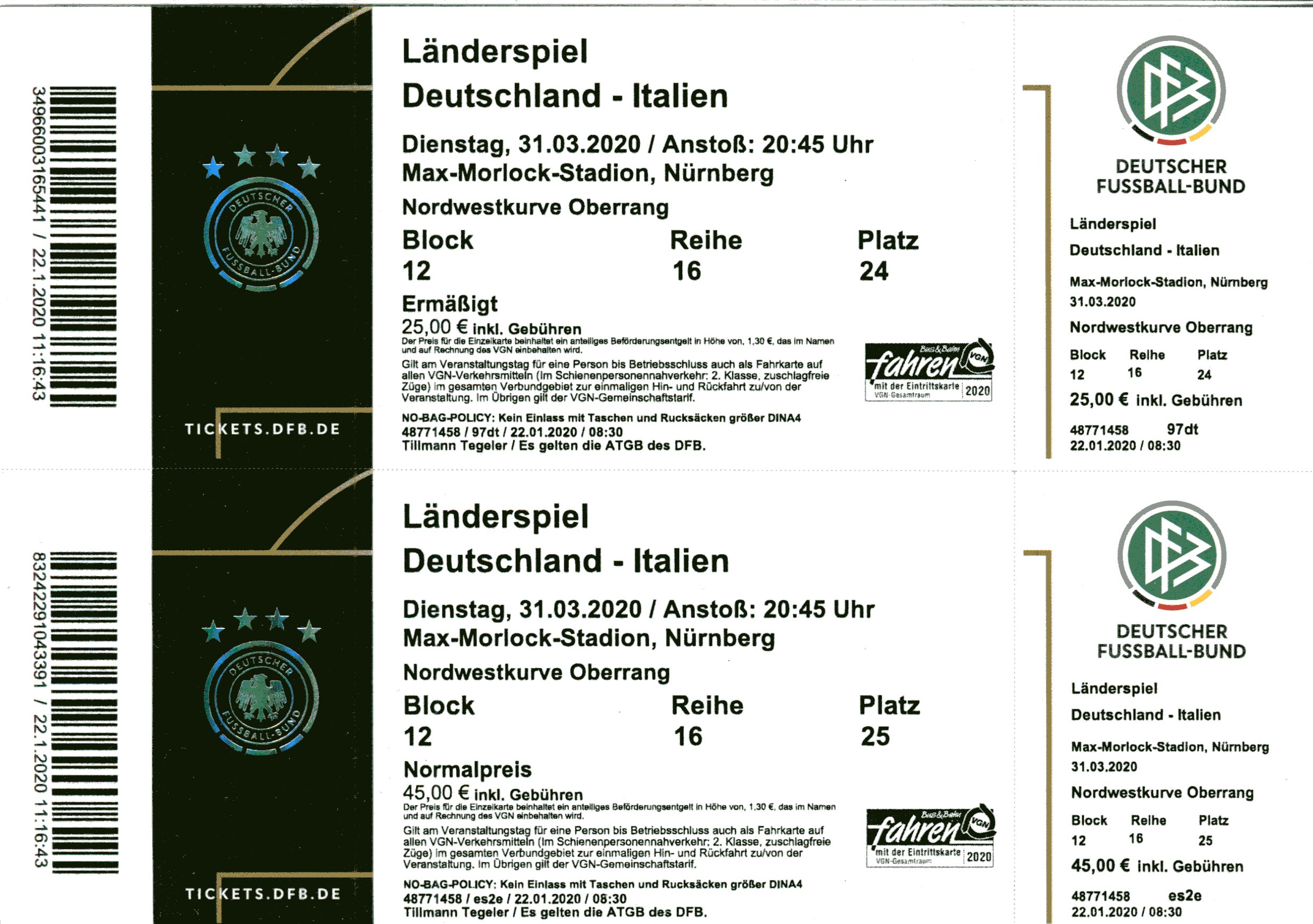
Eintrittskarten für das schließlich wegen der COVID-19-Pandemie abgesagte Länderspiel Deutschland-Italien, das am 31. März 2020 stattfinden sollte.

## Alle Länderspiele im Überblick

### Legende
Dieser Abschnitt dient als Legende für die vorstehenden Tabellen.
- A = Auswärtsspiel
- H = Heimspiel
- * = Spiel auf neutralem Platz
- WM = Weltmeisterschaft
- EM = Europameisterschaft
- n. V. = nach Verlängerung
- i. E. = Elfmeterschießen
- grüne Hintergrundfarbe = Sieg der deutschen Mannschaft
- gelbe Hintergrundfarbe = Unentschieden (einschließlich Elfmeterschießen)
- rote Hintergrundfarbe = Niederlage der deutschen Mannschaft

### Spiele der deutschen Nationalmannschaft gegen Italien
In den bisher ausgetragenen 39 Begegnungen in 102 Jahren gewann die deutsche Nationalmannschaft 10 Spiele. 14 Spiele endeten unentschieden und 15 wurden von Italien gewonnen. Ein Unentschieden wurde anschließend im Elfmeterschießen für Deutschland entschieden.
| Nr. | Datum         | Ergebnis             | Gegner             |   | Austragungsort                              | Anlass                                    | Bemerkungen |
| --- | ------------- | -------------------- | ------------------ | - | ------------------------------------------- | ----------------------------------------- | --- |
| 01  | 1. Jan. 1923  | 1:3                  | Königreich Italien | A | Mailand (ITA), Campo di Viale Lombardia     |                                           | erstes Länderspiel und zugleich erste Niederlage gegen Italien |
| 02  | 23. Nov. 1924 | 0:1                  | Königreich Italien | H | Duisburg, Wedaustadion                      |                                           | |
| 03  | 28. Apr. 1929 | 2:1                  | Königreich Italien | A | Turin (ITA), Stadio Filadelfia              |                                           | erster Sieg gegen Italien Heinrich Stuhlfauth wird mit seinem 19. Länderspiel Rekordnationalspieler (zuvor Eugen Kipp, der seit 1910 mehrmals alleine/gemeinsam mit anderen Rekordhalter war) erste Rundfunkübertragung eines deutschen Länderspiels |
| 04  | 2. März 1930  | 0:2                  | Königreich Italien | H | Frankfurt am Main, Waldstadion              |                                           | |
| 05  | 1. Jan. 1933  | 1:3                  | Königreich Italien | A | Bologna (ITA), Stadio Littoriale            |                                           | |
| 06  | 15. Nov. 1936 | 2:2                  | Königreich Italien | H | Berlin, Olympiastadion                      |                                           | erstes Spiel vor mindestens 100.000 Zuschauern |
| 07  | 26. März 1939 | 2:3                  | Königreich Italien | A | Florenz (ITA), Stadio Giovanni Berta        |                                           | |
| 08  | 26. Nov. 1939 | 5:2                  | Königreich Italien | H | Berlin, Olympiastadion                      |                                           | erster Sieg gegen einen amtierenden Weltmeister |
| 09  | 5. Mai 1940   | 2:3                  | Königreich Italien | A | Mailand (ITA), San Siro                     |                                           | |
| 10  | 30. März 1955 | 1:2                  | Italien            | H | Stuttgart, Neckarstadion                    |                                           | |
| 11  | 18. Dez. 1955 | 1:2                  | Italien            | A | Rom (ITA), Stadio dei Centomila             |                                           | |
| 12  | 31. Mai 1962  | 0:0                  | Italien            | * | Santiago de Chile (CHI), Nationalstadion    | WM-1962-Vorrunde                          | erstes WM-Spiel zwischen zwei früheren Weltmeistern erstes WM-Spiel gegen Italien |
| 13  | 13. März 1965 | 1:1                  | Italien            | H | Hamburg, Volksparkstadion                   |                                           | |
| 14  | 17. Juni 1970 | 3:4 n. V.            | Italien            | * | Mexiko-Stadt (MEX), Aztekenstadion          | WM-1970-Halbfinale                        | Das „Jahrhundertspiel“ |
| 15  | 26. Feb. 1974 | 0:0                  | Italien            | A | Rom (ITA), Stadio Olimpico                  |                                           | |
| 16  | 8. Okt. 1977  | 2:1                  | Italien            | H | Berlin, Olympiastadion                      |                                           | |
| 17  | 14. Juni 1978 | 0:0                  | Italien            | * | Buenos Aires (ARG), El Monumental           | WM-1978-Zwischenrunde                     | |
| 18  | 11. Juli 1982 | 1:3                  | Italien            | * | Madrid (ESP), Estadio Santiago Bernabéu     | WM-1982-Finale                            | |
| 19  | 22. Mai 1984  | 1:0                  | Italien            | * | Zürich (SUI), Letzigrund                    |                                           | Jubiläumsspiel „80 Jahre FIFA“ |
| 20  | 5. Feb. 1986  | 2:1                  | Italien            | A | Avellino (ITA), Stadio Partenio             |                                           | |
| 21  | 18. Apr. 1987 | 0:0                  | Italien            | H | Köln, Müngersdorfer Stadion                 |                                           | |
| 22  | 10. Juni 1988 | 1:1                  | Italien            | H | Düsseldorf, Rheinstadion                    | EM-1988-Vorrunde                          | |
| 23  | 25. März 1992 | 0:1                  | Italien            | A | Turin (ITA), Stadio delle Alpi              |                                           | |
| 24  | 23. März 1994 | 2:1                  | Italien            | H | Stuttgart, Gottlieb-Daimler-Stadion         |                                           | |
| 25  | 21. Juni 1995 | 2:0                  | Italien            | * | Zürich (SUI), Letzigrund                    |                                           | 200. Spiel ohne Gegentor, das 100-jährige Jubiläumsspiel des Schweizerischen Fussballverbandes |
| 26  | 19. Juni 1996 | 0:0                  | Italien            | * | Manchester (ENG), Old Trafford              | EM-1996-Vorrunde                          | |
| 27  | 20. Aug. 2003 | 0:1                  | Italien            | H | Stuttgart, Gottlieb-Daimler-Stadion         |                                           | |
| 28  | 1. März 2006  | 1:4                  | Italien            | A | Florenz (ITA), Stadio Artemio Franchi       |                                           | höchste Niederlage gegen Italien |
| 29  | 4. Juli 2006  | 0:2 n. V.            | Italien            | H | Dortmund, Westfalenstadion                  | WM-2006-Halbfinale                        | |
| 30  | 9. Feb. 2011  | 1:1                  | Italien            | H | Dortmund, Westfalenstadion                  |                                           | |
| 31  | 28. Juni 2012 | 1:2                  | Italien            | * | Warschau (POL), Nationalstadion in Warschau | EM-2012-Halbfinale                        | |
| 32  | 15. Nov. 2013 | 1:1                  | Italien            | A | Mailand (ITA), Giuseppe-Meazza-Stadion      |                                           | 100. Länderspiel unter Bundestrainer Joachim Löw |
| 33  | 29. März 2016 | 4:1                  | Italien            | H | München, Allianz Arena                      |                                           | Erster Sieg Deutschlands seit mehr als 20 Jahren und höchster Sieg seit 1939 |
| 34  | 2. Juli 2016  | 1:1 n. V., 6:5 i. E. | Italien            | * | Bordeaux (FRA), Stade Matmut-Atlantique     | EM-2016-Viertelfinale                     | Nach dem Unentschieden der beiden Mannschaften besiegte Deutschland Italien im Elfmeterschießen; dies war der erste Sieg der deutschen Mannschaft in einem K.-o.-Spiel gegen Italien.                                                                |
| 35  | 15. Nov. 2016 | 0:0                  | Italien            | A | Mailand (ITA), Giuseppe-Meazza-Stadion      |                                           | Erster Einsatz eines Videoschiedsrichters bei einem Länderspiel der Nationalmannschaft |
| 36  | 4. Juni 2022  | 1:1                  | Italien            | A | Bologna (ITA), Stadio Renato Dall’Ara       | UEFA Nations League 2022/23               | Erstes Spiel gegen Italien für Bundestrainer Hansi Flick |
| 37  | 14. Juni 2022 | 5:2                  | Italien            | H | Mönchengladbach, Borussia-Park              | UEFA Nations League 2022/23               | Bisher höchster Sieg 5:2 von 1939 eingestellt. Erster Sieg der DFB-Auswahl in einem Pflichtspiel gegen Italien in der regulären Spielzeit. |
| 38  | 20. März 2025 | 2:1                  | Italien            | A | Mailand (ITA), Giuseppe-Meazza-Stadion      | UEFA Nations League 2024/25 Viertelfinale | Erneuter Auswärtssieg der DFB-Auswahl nach 39 Jahren. |
| 39  | 23. März 2025 | 3:3                  | Italien            | H | Dortmund, Westfalenstadion                  | UEFA Nations League 2024/25 Viertelfinale | Rekord: Achtes Spiel in Folge ohne Niederlage gegen Italien. |

Quelle: dfb.de
- Im olympischen Fußballturnier 1988 in Seoul gab es eine solche Begegnung im Spiel um Bronze, welche die bundesdeutschen Olympiakicker 3:0 gewannen. Bis zum Sieg im EM-Viertelfinale 2016 war dies der einzige Sieg Deutschlands gegen Italien bei einem internationalen Turnier.
- Außerdem traf die deutsche Frauennationalmannschaft seit 1984 28-mal auf Italien, Italien gewann 4-mal und Deutschland 16-mal, darunter das EM-Finale 1997. Acht Spiele endeten remis, wovon je ein EM-Halbfinale im Elfmeterschießen gewonnen und verloren wurde.[14]

### Spiele der DDR-Auswahl gegen Italien
Während die west- bzw. gesamtdeutsche Auswahl eine negative Bilanz gegen Italien aufweist, gestaltet sich die Bilanz der Nationalmannschaft der DDR mit Italien ausgeglichen. Von vier Spielen gewannen beide Mannschaften je einmal, die anderen beiden Begegnungen endeten unentschieden.
| Nr. | Datum         | Ergebnis | Gegner  |   | Austragungsort                  | Anlass                | Bemerkung                  |
| --- | ------------- | -------- | ------- | - | ------------------------------- | --------------------- | -------------------------- |
| 1   | 29. März 1969 | 2:2      | Italien | H | Berlin, Walter-Ulbricht-Stadion | WM-1970-Qualifikation | Erstes Spiel gegen Italien |
| 2   | 22. Nov. 1969 | 0:3      | Italien | A | Neapel (ITA), Stadio San Paolo  | WM-1970-Qualifikation |                            |
| 3   | 19. Apr. 1981 | 0:0      | Italien | A | Udine (ITA), Stadio Friuli      |                       |                            |
| 4   | 14. Apr. 1982 | 1:0      | Italien | H | Leipzig, Zentralstadion         |                       |                            |

Darüber hinaus traf die DDR-Olympiamannschaft in der Olympiaqualifikation 1988 zweimal auf Italien; beide Spiele endeten unentschieden.
| Nr. | Datum         | Ergebnis | Gegner  |   | Austragungsort | Anlass                    |
| --- | ------------- | -------- | ------- | - | -------------- | ------------------------- |
| 1   | 25. März 1987 | 0:0      | Italien | H | Magdeburg      | Olympiaqualifikation 1988 |
| 2   | 18. Nov. 1987 | 1:1      | Italien | A | Rom (ITA)      | Olympiaqualifikation 1988 |